# Roberto Ruscitti
Roberto Ruscitti (Cansano (L'Aquila), 12 de diciembre de 1941-2014) fue un compositor, concertista y pianista y educador venezolano, nacido en Italia, reconocido nacional e internacionalmente por su interpretación de música folclórica y por sus composiciones. De hecho, en Japón todavía se puede oír su Tango en el Paraíso.

## Carrera
Estudió bajo dirección de los maestros Vicente Emilio Sojo y Moises Moleiro en la Escuela Nacional de Música de Caracas, Venezuela, y se graduó de Concertista y Compositor de música para piano.  Bajo la dirección del maestro Cristóbal Gornés se graduó de Profesor de pedagogía musical en la «Escuela de música Nacional Sebastián Echeverría Lozano» en Valencia, Venezuela.
Ruscitti decidió no dejarse encasillar en un solo estilo de música, resultando en el que haya enriquecido la música con el tango y la tarantela, además de con el joropo, merengue y salsa. Se pueden escuchar pistas de sus composiciones e interpretaciones en su sitio web.
Dirigió varios orquestas y produjo su propio programa de radio en el que tocaba temas a petición.
Fundó la «Academia Venezolana de Música Smith», además de la «Orquesta Juvenil Venezolana de Acordeonistas». Muchos de sus alumnos trabajan profesionalmente.
Desarrolló proyectos para la difusión de la música venezolana en Londres (con Frank Barber), Madrid, Roma, Estados Unidos y Canadá.
Dio numerosos conciertos con artistas nacionales e internacionales, como los tenores Carlos Almenar Otero, Roberto Aranguren y los acordeonistas Pietro Deiro y Domingo Doglio.

## Reconocimientos
Roberto Ruscitti ha recibido numerosos reconocimientos, como:
- 1962 - 1.er Premio en el Certamen Nacional de Música clásica de acordeón.
- 1964 - 1.er Premio en el Certamen Nacional de Música clásica de acordeón.
- 1964 - Medalla de oro como mejor intérprete de acordeón.,
- 1964 - Medallas de plata y bronce en el Campeonato Mundial de acordeón de Toronto, Canadá.
- 1964, 65 y 66 - Copa Presidente de la República Dr. Raúl Leoni, al Mejor intérprete y artista del acordeón.
- 1985 - Premio Nacional de la música, como director de la Orquesta Juvenil de Venezuela.
- 1989 - Orden Andrés Bello, en reconocimiento a su valioso labor en pro de la música y cultura popular venezolana.
- 1989 - El Sol dorado, en reconocimiento a su valioso labor en pro de la música y cultura popular venezolana.

## Discografía
- 2000 - Ensueño
- 2006 - Mi Mundo
- 2009 - Gocce d'Oro
- 2012 - Gotas de Oro